# Alkanone
| Alkanone |
| --- |
| Allgemeine Struktur der Alkanone |
| R1 und R2 sind geradkettige oder verzweigte Alkylgruppen. Die Carbonylgruppe ist blau markiert. Im Aceton sind R1 und R2 Methylgruppen. |

Die Alkanone (oder auch Dialkylketone) bilden eine Untergruppe der Ketone. Sie leiten sich namentlich und strukturell direkt von den Alkanen ab, d. h., die Carbonylgruppe trägt an beiden Seiten geradlinige oder verzweigte Alkylgruppen. Sie enthalten keine anderen Heteroatome oder Mehrfachbindungen. Alkanone enthalten mindestens drei Kohlenstoffatome. Sind die Alkylgruppen cyclisch, spricht man von Cycloalkanonen, die eine eigene Gruppe bilden.

## Typische Vertreter
- Das Aceton (H3C–CO–CH3) ist der bekannteste und einfachste Vertreter.
- Butanon
- Pentanone (drei Isomere)
- Hexanone (sechs Isomere)

## Klassifizierung
Die Alkanone lassen sich in symmetrische und asymmetrische sowie in unverzweigte und verzweigte Vertreter klassifizieren.
| Alkanon     | symmetrisch     | asymmetrisch        |
| ----------- | --------------- | ------------------- |
| unverzweigt | Aceton          | Butanon             |
| verzweigt   | Diisobutylketon | Methylisobutylketon |